# Grounded (singolo)
Grounded è un singolo del cantante britannico Ross Jennings, pubblicato il 21 luglio 2021 come secondo estratto dal primo album in studio A Shadow of My Future Self.

## Descrizione
Il brano è tra quelli che si avvicina maggiormente al rock progressivo rispetto allo stile del disco, più incentrato sul pop rock. Il testo affronta le tematiche della consapevolezza, della guarigione e del benessere mentale, come spiegato dal cantante stesso:

## Video musicale
Contemporaneamente al lancio del singolo, Jennings ha reso disponibile un video animato del brano attraverso il suo canale YouTube.

## Tracce
Download digitale (Europa)
1. Grounded – 8:02

Download digitale (Regno Unito, Stati Uniti)
1. Grounded – 8:02
2. Words We Can't Unsay – 5:04

## Formazione
Musicisti
- Ross Jennings – voce, chitarra
- Nathan Navarro – basso
- Simen Sandnes – batteria
- Vikram Shankar – pianoforte, tastiera, arrangiamento orchestrale
- Kristian Frostad – lap steel guitar
- Blåsemafian
  - Jørgen Lund Karlsen – sassofono, arrangiamento ottoni
  - Sigurd Evensen – trombone
  - Stig Espen Hundsnes – tromba
- Danielle Sassi – flauto traverso

Produzione
- Ross Jennings – produzione
- Karim Sinno – missaggio, montaggio e ingegneria del suono aggiuntivi
- Ermin Hamidovic – mastering
- Paul "Win" Winstanley – registrazione e ingegneria voce e chitarra aggiuntiva